# Phare de La Corbière
Le phare de la Corbière est un phare maritime situé sur un rocher en bout de la Pointe de La Corbière à Jersey.
Le phare est géré par le Trinity House Lighthouse Service à Londres, l'organisation de l'aide maritime des côtes des Îles Anglo-Normandes.

## Histoire
Le phare a été construit, en 1874, par l'ingénieur britannique John Coode. C'est une tour ronde de 19 m de haut, avec lanterne et galerie, peinte en blanc. Il fut le premier phare britannique à être construit en utilisant le béton.
Il émet une lumière intermittente blanche et rouge, selon secteurs définis, toutes les 5 secondes. Il possède aussi une corne de brume de 4 blasts toutes les minutes.
Le site est accessible par bateau. Une chaussée, à marée basse, mène à l'installation mais les visiteurs doivent faire attention quand la marée remonte. Le stationnement est fourni.

### Lien connexe
- Liste des phares des Îles Anglo-Normandes